# Nighean Fhir na Rèilig
Nighean Fhir na Rèilig est une bardesse gaelle.
On ne sait pas qui était Nighean Fhir na Rèilig, (gaélique écossais: la "fille du seigneur de Rèilig") ni même si elle était de Rèilig. Il y a d'ailleurs deux Rèilig, l'un près d'Inverness et l'autre dans le Ros de l'ouest. 
Selon le Sàr Obair nam Bàird Gàidhealach, elle serait l'auteure du chant Thig Trì Nithean Gun Iarraidh.,